# Silveira Martins
Pour les articles homonymes, voir Silveira et Martins.
Silveira Martins est une municipalité brésilienne située dans l'État du Rio Grande do Sul.